# 2019年拉哥斯學校倒塌事故
2019年3月13日，奈及利亞拉哥斯拉哥斯島Ita Faaji區一座三層樓的建築倒塌，造成20人罹難。該建築物的三樓有一間小學，約有100名學生，使這起事故受到當地與國際媒體關注。

## 背景
事故倒塌的大樓因狀態不佳，本已預定要被拆除，但樓內仍有住家與商家、小學和托兒所非法營運。拉哥斯州州長阿金文米·安博德表示該大樓為住宅用，其中的小學與托兒所為非法經營。他並表示該區域有許多座大樓都已計劃要拆除，但地主經常不願配合，而將大樓重新裝修後繼續使用 。一名當地居民表示這起事故中倒塌的大樓已經兩次被標記為即將拆除。

## 倒塌
事故發生於當地時間(UTC+1)2019年3月13日的早上約10：00時，有數人當場死亡，另有超過60人受困於瓦礫中，其中許多為三樓小學的學生，之後數天的救援行動救出了約45人，估計約有20人罹難。

## 後續
事故發生後，拉哥斯州建築物管理局（LASBCA）對該地區的大樓做了完整性測試（integrity testing），發現有150座大樓有結構性損壞。管理局取得法院許可後，開始拆除其中的80座大樓，在這起事故發生的兩天後即開始執行，有住戶在拆除前並未接到通知。